# تاريخ كندا (1960-1981)

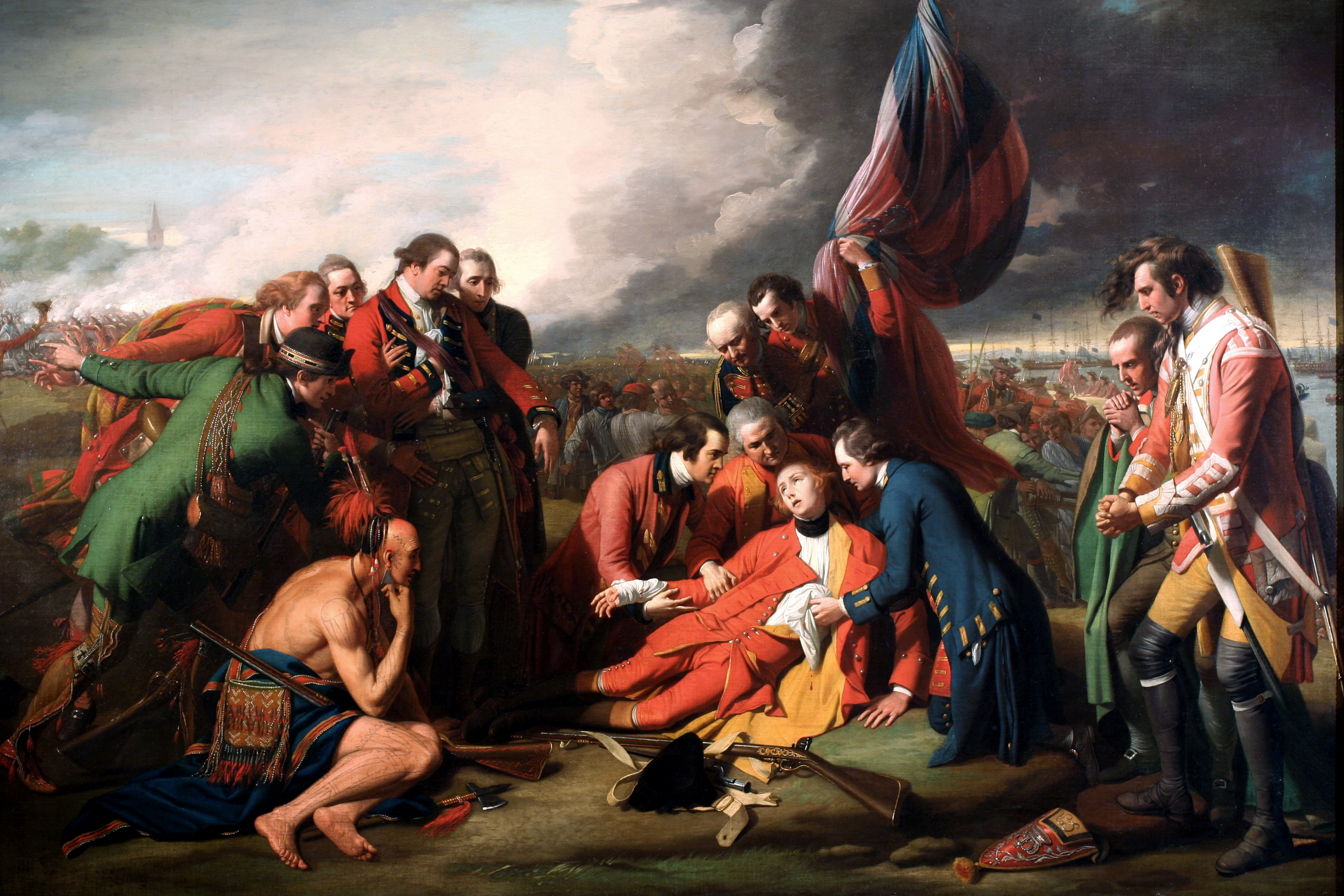

يشير تاريخ كندا (1960-1981) إلى الفترة التي تلت فترة خمسينيات القرن العشرين المزدهرة مباشرة حتى إقرار الدستور الجديد (ما يُعرف بالقانون الكندي) عام 1982.

## الاقتراع العام
عام 1960، قررت حكومة رئيس الوزراء جون ديفنبيكر السماح لجميع الهنود المسجلين بالتصويت في الانتخابات الفدرالية. منذ عام 1950، سُمح للهنود المسجلين بالتصويت بشرط التخلي عن حقوقهم في المعاهدات وعن هويتهم الهندية، عُرف هذا في الدستور الهندي بـ«الإعتاق»، أو في حال كانوا قد قاتلوا في الحرب العالمية الأولى أو الثانية. كانت شعوب الإنويت (بالإنجليزية: Inuit) والميتي (بالإنجليزية: Metis) قادرة على التصويت في ذلك الوقت.
أصبح «تعديل قانون الانتخابات الكندية» الذي أزال الأجزاء العنصرية من الجزء 14 قانوناً في 31 مارس عام 1960. أصبح ليونارد مارشان أول هندي مسجل يعمل كعضو في البرلمان بعد انتخابات عام 1968. لم يكن مسموحاً للهنود المسجلين قانونياً أن يصوتوا في الانتخابات الإقليمية حتى إعتاقهم من قبل الكيبك عام 1969.

## العلم الجديد
استلم ليستر بولز بيرسون المنصب خلفاً لجون ديفنبيكر عام 1963، في وقت تصاعد فيه الاضطراب السياسي في معظم أرجاء العالم الغربي. تضمنت أكبر الأزمات في كندا خلافات حول حقوق إقليمية، خصوصاً في كيبك حيث تزايد الحس القومي وكانت على شفير الانفجار. عرّف بيرسون مقاطعة كيبك بكونها «أمة داخل أمة».
كان إنشاء علم جديد إحدى محاولات تهدئة كيبك وإبعاد كندا عن الإمبريالية البريطانية القديمة.
لم تعد الراية الحمراء تعكس مكانة كندا في العالم، واعتقد بيرسون أن علماً جديداً سيوحد الجزئين الفرنسي والإنجليزي من كندا برموز كندية حقيقية. وبعد مناقشات مطولة حول تصاميم عديدة، اعتُمد العلم الحالي الذي يحمل ورقة القيقب عام 1965 ولاقى استحسان الجمهور بسرعة كبيرة. شعر بعض المحاربين القدامى ممن شاركوا في الحربين العالميتين الأولى والثانية أن هذا التغيير خاطئ، إذ أن العديد من أصدقائهم وأفراد عائلاتهم حاربوا واستشهدوا تحت هذه الراية القديمة. مع نهاية عهد ليستر بولز بيرسون، انتهت معظم الجدالات رغم استمرار استياء البعض. من المعروف أن نعش ديفنبيكر، وهو مؤيد بشدة للراية الحمراء، كان يحمل كلاً من الراية الحمراء والعلم ذي ورقة القيقب بعد وفاته عام 1979.
قبل 15 عاماً، استبدلت مقاطعة كيبك علم الإقليم البريطاني بعلم كيبك الحالي الذي لاقى استحسان الكيبيكيين بسرعة.

## الثورة الهادئة
بدأت الثورة الهادئة في كيبك عندما أصبح جان ليساج رئيس الوزراء عام 1960. كانت حركة وطنية مسالمة لتحوليل كيبك إلى مقاطعة علمانية حديثة. تميزت بالعلمنة السريعة، وإنشاء دولة ذات رفاهية، وتغيير الهوية الوطنية بين شعب كيبك الفرانكوفوني ( من كنديين فرنسيين إلى كيبكيين).

## إكسبو 67 والذكرى المئوية الكندية
عام 1967، أُقيم المعرض العالمي في مونتريال، كيبك، بالتزامن مع الذكرى المئوية الكندية الأولى. افتتح المعرض في 28 أبريل عام 1967، تحت شعار «الإنسان وعالمه»، وحقق أفضل نسبة حضور بين جميع المعارض العالمية التي أقامها المكتب الدولي للمعارض حتى ذلك الوقت. رفع إكسبو 67 الأسهم العالمية لمونتريال وكندا، وغرس شعوراً بالأمل والفخر الوطني عند العديد من المواطنين الكنديين. يشير بعض القوميون الكنديون مثل بيير برتون لاحقاً إلى أن عام 1967 كان «السنة الجيدة الأخيرة» التي عاشتها كندا قبل أن تنقسم نتيجة لمشكلات اقتصادية ولحركة سيادة كيبك.

## أزمة أكتوبر
استلم بيير ترودو وهو كندي فرنسي السلطة عام 1968. قدمت كيبك أيضاً مجموعة قومية أكثر تطرفاً وهي جبهة تحرير كيبك التي استخدمت العنف منذ عام 1963 في محاولة لجعل كيبك أمة ذات سيادة. في أكتوبر عام 1970، اختطفت جبهة تحرير كيبك جيمس كروس وبيير لابورت وقتلت لابورت لاحقاً رداً على اعتقال بعض أعضاء المجموعة في وقت سابق من العام نفسه. نادى ترودو بقانون تدابير الحرب الذي يوضح القانون الحربي في كيبك، ومع نهاية العام اعتُقل المختطِفون جميعاً.

## ترودو وسبعينيات القرن الماضي
كان ترودو رئيس وزراء غير تقليدي نوعاً ما، كان شخصية مشهورة أكثر من كونه قائداً سابقاً، وفي ستينيات القرن الماضي انتشرت ظاهرة «الهوس بترودو». لم يدعم الولايات المتحدة بصورة عشوائية ودون أي اعتبار، خصوصاً أثناء حرب فيتنام والعلاقات مع جمهورية الصين الشعبية وكوبا. لم يحبه ريتشارد نيكسون على وجه الخصوص.
على الصعيد الداخلي، اضطر ترودو للتعامل مع عواقب أزمة أكتوبر. لم تكن الحركة الانفصالية مدعومة من قبل جبهة تحرير كيبك العنيفة، لكنها أخذت طابعاً أقل تطرفاً في عهد رينيه ليفيسك (1976- 1985). استلم ليفيسك السلطة كقائد في الحزب الكيبكي الذي أراد جعل كيبك مجتمعاً مستقلاً في كندا على الأقل ودولة مستقلة في أفضل الأحوال. تقدموا خطوة في سبيل ذلك عام 1977 عندما تم تبني قرار (Bill 101) الذي ينص على جعل الفرنسية اللغة الرسمية الوحيدة في المقاطعة.

## كندا وحرب فيتنام
شاركت كندا على نطاق واسع في حرب كوريا، لكنها لم تشارك في حرب فيتنام رسمياً، لتنأى بنفسها عن مبدأ ترومان وأيزنهاور. شاركت كندا في جهود دبلوماسية لتخفيض تصعيد النزاع، ووضعت شروطاً تتطلب مستوى تعددية أعلى من المستوى الموجود للانضمام إلى اتفاق حلف جنوب وشرق آسيا العسكري (سياتو) وإلزام القوات العسكرية.
كانت الحرب أمراً غير شائع عند الشعب، وارتبطت ثقافة الستينيات المضادة بشكل وثيق مع منظمات أميركية مثل «طلاب من أجل مجتمع ديمقراطي». شجع النشطاء الكنديون المناهضون للحرب المجندين الأميركيين على التوجه شمالاً، وعرضوا عليهم مشورة مكثفة ومساعدة. قلبت السلطات الكندية المقاتلين المنسحبين كمهاجرين بشكل عام، وانتقل قرابة 125000 أميركي إلى كندا بسبب مناهضتهم للحرب، وبقي نصفهم على الأقل بشكل دائم. ساعد تدفق الشباب هذا كندا عى التعافي من «هجرة الأدمغة» التي حدثت في خمسينيات القرن العشرين، وعلى الرغم من اندماج المقاتلين المنسحبين في المجتمع الكندي، يُعتقد أن تأثيراتهم على البلد كانت مهمة ودائمة.
في تلك الأثناء، انضم بضعة آلاف من الكنديين إلى جيش الولايات المتحدة وخدموا في فيتنام. مُنح العديد منهم الجنسية الأميركية بعد الحرب، بينما لم يتلقى أولئك ممن عادوا إلى كندا اعترافاً رسمياً من الحكومة أو الجيش الكندي بأنهم محاربين قدامى. نشرت كندا بعض قوات حفظ السلام لمراقبة معاهدات وقف إطلاق النار أثناء النزاع، وباعت أيضاً كمية كبيرة من العتاد العسكري للولايات المتحدة. بعد سقوط سايغون عام 1975، انتقل العديد من اللاجئين الفيتناميين إلى كندا وأسسوا مجتمعات كبيرة في فانكوفر وتورنتو.

## ماراثون الأمل
بعد 3 سنوات من خسارته لقدمه بسبب السرطان في عمر الثامنة عشرة، قرر تيري فوكس أن يركض من الساحل إلى الساحل لجمع المال من أجل أبحاث السرطان. كان هدفه من إطلاق ماراثون الأمل هو جمع دولار أمريكي واحد من كل مواطن كندي. بدأ الشاب الرياضي بغمس ساقه الاصطناعية في المحيط الأطلسي في سانت جونز في جزيرة نيوفاوندلاند في 12 أبريل عام 1980. نوى أن يغمسها مرة أخرى في المحيط الهادئ في فانكوفر في بريتيش كولومبيا. كانت خطته أن يركض قرابة 24195 كيلومتر في اليوم، وهي مسافة أي ماراثون تقليدي. لسوء الحظ، لم يتمكن فوكس من إنهاء الماراثون إذ انتشر السرطان ليصل إلى رئتيه وأُجبر على ترك الماراثون في 1 سبتمبر عام 1980 شمال شرق ثاندر باي (أونتاريو) بعد مرور 143 يوم.